# Kelgina-Mudkani, Honavar
Kelgina-Mudkani là một làng thuộc tehsil Honavar, huyện Uttar Kannad, bang Karnataka, Ấn Độ.